# 컴필레이션 오브 파이널 판타지 VII
《컴필레이션 오브 파이널 판타지 VII》(Compilation of Final Fantasy VII)은 스퀘어 에닉스가 제작하는 미디어 프랜차이즈이다. 《파이널 판타지》 시리즈에서 파생된 하위 시리즈로, 《파이널 판타지 VII (1997)》의 세계관을 배경으로 한 비디오 게임, 영상 매체 및 단편들의 종합체이다.
2003년 《파이널 판타지 VII 어드벤트 칠드런》의 공개와 함께 공식적으로 발표됐으며, 핵심 작품으로 한 편의 영화와 네 개의 비디오 게임이 있다. 그 외 부가 작품으로 책, 모바일 게임 등이 있다.
해당 시리즈는 《파이널 판타지 VII》의 디렉터 키타세 요시노리와 캐릭터 디자이너 노무라 테츠야가 기획했다.

## 작품

### 비디오 게임
- 《비포 크라이시스: 파이널 판타지 VII》 (2004)
- 《켈베로스의 만가: 파이널 판타지 VII》 (2006)
- 《크라이시스 코어: 파이널 판타지 VII》 (2007)
- 《파이널 판타지 VII 리메이크》 (2020)
- 《파이널 판타지 VII: 에버 크라이시스》 (2022)

### 영상 매체
- 《파이널 판타지 VII 어드벤트 칠드런》 (2005)
- 《라스트 오더: 파이널 판타지 VII》 (2005)

### 기타 매체
《어드벤트 칠드런》의 홍보를 위한 노지마 카즈시게의 단편집이 출판됐다.